# Túristvándi
Túristvándi là một thị trấn thuộc hạt Szabolcs-Szatmár-Bereg, Hungary. Thị trấn này có diện tích 15,22 km², dân số năm 2010 là 703 người, mật độ 46 người/km².